# Pál Dárdai
Pál Dárdai (* 16. března 1976, Pécs, Maďarsko) je bývalý maďarský fotbalový záložník a reprezentant. Mimo Maďarsko působil na klubové úrovni v Německu.
Po ukončení aktivní hráčské kariéry se stal trenérem, vedl mj. reprezentaci Maďarska a německý klub Hertha Berlín.

## Klubová kariéra
V Maďarsku hrál za kluby Pécsi MFC a Budapesti VSC. V letech 1997–2011 působil v Německu v klubu Hertha BSC z Berlína.

## Reprezentační kariéra
Dárdai debutoval v A-mužstvu Maďarska 19. 8. 1998 v přátelském zápase proti Slovinsku (výhra 2:1). Celkem odehrál v letech 1998–2010 za maďarský národní tým 61 zápasů a vstřelil 5 branek. Nehrál na žádném mistrovství světa či Evropy.